# Laphria ignobilis
Laphria ignobilis är en tvåvingeart som beskrevs av Wulp 1872. Laphria ignobilis ingår i släktet Laphria och familjen rovflugor. Inga underarter finns listade i Catalogue of Life.